# Megacheira
Megacheira — клас вимерлих морських членистоногих. Класифікація неясна, одні відносять цих тварин до ракоподібних, інші — хеліцерових або відносять до групи Proschizoramia, або до надкласу Arachnomorpha.
Мали двостулковий панцир. Довжина тіла становила 2-5 см. Роди класу: Leanchoilia, Alalcomenaeus, Yohoia, Occacaris, Sanctacaris, Fortiforceps, Kootenichela і Jianfengia.
Мешкали в кембрійському періоді.
- Ряд † Fortiforcipida Hou and Bergström, 1997
  - Родина † Fortiforcipidae Hou and Bergström, 1997
    - † Fortiforceps Hou and Bergström, 1997
      - † Fortiforceps foliosa Hou and Bergström, 1997 — Китай

  - Родина † Kootenichelidae Legg, 2013
    - † Kootenichela Legg, 2013
      - † Kootenichela deppi Legg, 2013 — Канада

    - † Worthenella
      - † Worthenella cambria Walcott, 1911 — Канада
- Ряд † Yohoiida Simonetta and Delle Cave, 1975
  - Родина † Yohoiidae Henriksen, 1928
    - † Yohoia — Канада
- ? Ряд † Leanchoiliida
  -  ? Родина † Leanchoiliidae
    - † Alalcomenaeus Simonetta, 1970
    - † Leanchoilia Walcott, 1912

## Ресурси Інтернету
- Megacheira [Архівовано 2 жовтня 2013 у Wayback Machine.]
- http://findarticles.com/p/articles/mi_qa3790/is_199901/ai_n8827810/pg_3